# Cibele Racy
Cibele Racy, é uma educadora e antiga diretora de escolas brasileiras aposentada, que foi pioneira no ensino da igualdade racial nas escolas de ensino fundamental de São Paulo. Ficou conhecida por ter revisto todas as tarefas de gestão da sua escola para tornar o ambiente de trabalho mais inclusivo para os funcionários e alunos, independentemente de sua raça, sexo ou classe social. Racy foi nomeada pela BBC 100 Women como uma das 100 mulheres mais influentes e inspiradoras do mundo em 2020.  

## Carreira
Racy começou sua carreira na educação como professora e chegou ao cargo de diretora da Escola Municipal de Educação Infantil Nelson Mandela. Ficou conhecida por ter revisto todas as tarefas de gestão da sua escola para tornar o ambiente de trabalho mais inclusivo quer para os funcionários quer para os alunos, independentemente de sua raça, sexo ou classe social. 
Em 2011, a Escola Municipal de Educação Infantil Nelson Mandela (EMEI), que era liderada por ela, deu início a uma reformulação de seu projeto de ensino para rever atitudes cotidianas que pudessem reforçar o racismo. Esta desconstrução dentro da escola ficou marcada por um episódio de racismo, no qual as paredes da escola foram cobertas com frases de indole racista. Isto levou Cibele Racy a fazer campanha para que o nome da escola fosse alterado, pois até esse momento tinha o nome de um general que se distinguiu na guerra do Paraguai, o que não reflectia o trabalho que ela vinha desenvolvendo na instituição. Assim, após ter entregue uma petição assinada por mais de 11 mil pessoas, a escola passou a ser conhecida como  Escola Municipal de Educação Infantil Nelson Mandela, em 2015. 
Em 2020 a escola repetiu o mesmo trabalho através das redes sociais devido à suspensão das aulas presenciais por causa da pandemia do COVID-19 e em resposta  a uma onda global de protestos e reflexões sobre o racismo, motivada pela morte de George Floyd. 
Através do trabalho desenvolvido foi possivel concluir que embora as crianças não pratiquem actos discriminatórios, elas crescem "numa sociedade estruturalmente racista que reproduz essa lógica em diferentes espaços e situações (do universo infantil): televisão, internet, brinquedos, filmes, desenhos animados e relações interpessoais".  Devido ao trabalho desenvolvido, a escola que acolhe crianças entre os 4 e os 6 anos, do bairro Limão, no norte de São Paulo é considerada uma referência na educação anti-racista. 
Após se ter reformado do serviço público, ela começou a dar palestras gratuitas em escolas públicas e privadas sobre a implementação da lei de Educação Antirracista e a inclusão da História e Cultura Africana e Afro-Brasileira no currículo escolar. 

## Reconhecimento
Em 2020, ela foi uma das mulheres presentes na lista 100 Mulheres da BBC, que presta homenagem a mulheres inspiradoras e influentes em todo o mundo. 
Em 2021, ela foi eleita uma das cinco mulheres protagonistas da América Latina, representando o Brasil e recebendo o Prêmio Lifetime Awards 2021, marca internacional multiplataforma dedicada exclusivamente ao público feminino.
Além dos reconhecimentos internacionais, recebeu vários prêmios, a saber:
2008 - Homenagem da Câmara Municipal de São Paulo pela qualidade dos serviços educacionais oferecidos à Comunidade do Bairro do Limão
2010 - Homenagem da Câmara Municipal de São Paulo pela relevância dos serviços prestados à Comunidade do Bairro do Limão por meio do Projeto de Educomunicação " Rádio Tem Gato Na Tuba".
2011 - Concessão da Salva de Prata pela Câmara Municipal de São Paulo pelo Projeto "Diversidade Biológica e Cultural - Lei 10.639|03".
2011 - Vencedora do Prêmio " Valeu Professor" – 2º Lugar – Projeto “Rádio Tem Gato na Tuba” promovido pela Secretaria Municipal de Educação.
2012 - Vencedora do 6º Prêmio "Educar pela Igualdade Racial" - Categoria Escola – 1º lugar - Projeto "Azizi Abayomi - Um Príncipe Africano" promovido pelo CEERT.
2013 - Vencedora do 1º Prêmio Municipal em Direitos Humanos da Cidade de São Paulo –  2º lugar - A Família Abayomi, uma família afro-brasileira promovido pela Secretaria Municipal de Direitos Humanos e Cidadania.
2016 - Certificação de Escola Inovadora e Criativa concedida pelo Ministério da Educação (MEC)
2018 - Reconhecimento pela Sociedade Civil pela formação cidadã e qualidade social da educação – conferido pela Confraria G21
2018 – Vencedora do Prêmio Paulo Freire – 1º lugar – Educação Infantil – Diretor de Escola por um Dia – promovido pela Câmara Municipal de Educação.
Ainda sob sua gestão, outros prêmios foram conquistados por pelo trabalho com a Lei 10.639/03
2019 - Vencedora do Prêmio Paulo Freire - 2º lugar - Educação Infantil – promovido pela Câmara Municipal de São Paulo – Musas Brasileiras
2019 – Vencedora – 3º Lugar – Da sua história para a minha – promovido pela Secretaria Municipal de Direitos Humanos
2019 – Finalista - Prêmio Educador Nota 10 – Prática – Samba, samba, samba o lê, lê. Promovido pela Fundação Victor Civita
2020 – Prêmio Professor em Destaque – 2º lugar – Educação Infantil – promovido pela Secretaria Municipal de Educação – Projeto Lia de Itamaracá, a ciranda de todas as cores (realizado em 2019)
2020 - Vencedora do Prêmio Paulo Freire - 1º lugar - Educação Infantil – Jongo, a roda da igualdade promovido pela Câmara Municipal de São Paulo (realizado em 2019)